# Kardiomyocyt

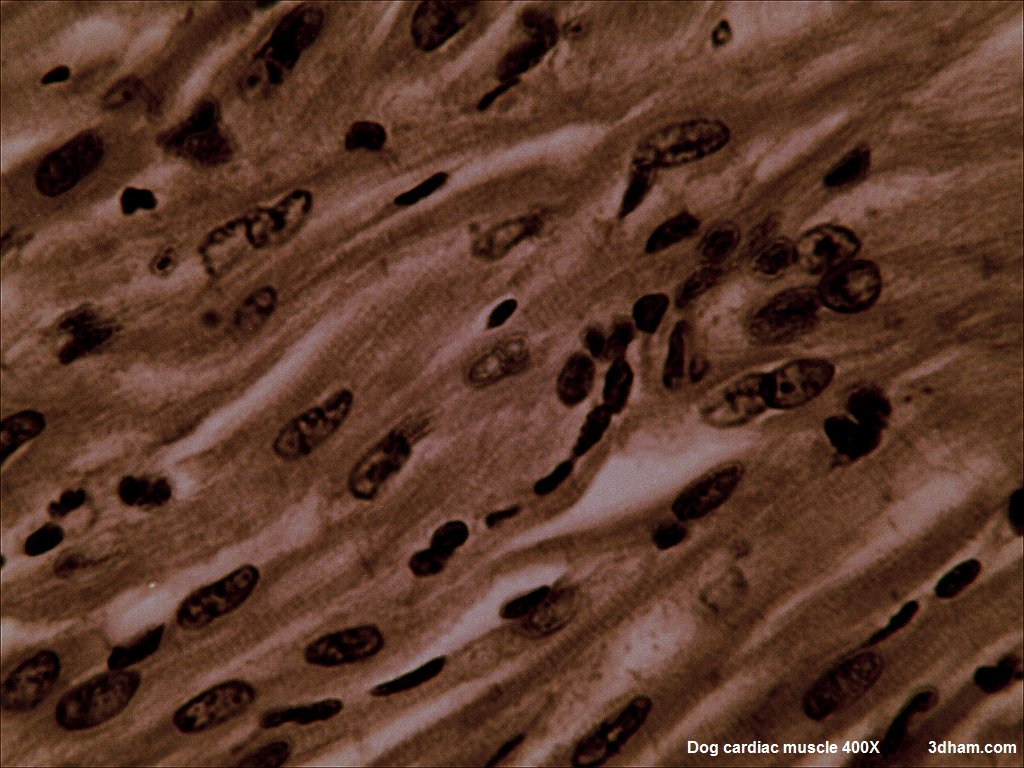
Buňky srdečního svaloviny

Kardiomyocyty jsou elongované, na koncích rozvětvené buňky, dlouhé 85–100 μm a široké okolo 15 μm tvořící tkáň srdeční svaloviny. Kolem jednotlivých kardiomyocytů je vytvořena zevní lamina a velmi jemná pochva řídkého vaziva obsahující síť kapilár zajišťujících výživu. V každém kardiomyocytu je uloženo jedno až dvě světlá, poměrně velká jádra. Na rozdíl od syncytií příčně pruhovaného svalu nejsou jádra uložena excentricky, ale přibližně uprostřed buňky. Uspořádání tenkých aktinových a tlustých myozinových myofilament však odpovídá příčně purhované svalovině – je hexagonální parakrystalické. Myofibrily jsou vytvořeny, avšak jejich uspořádání není příliš pravidelné, taktéž tubuly sarkoplazmatického retikula se objevují nepravidelně mezi myofibrilami a terminální cisterny jsou málo četné. Sarkolema vytváří složité specializace, tzv. T tubuly. Jsou více vytvořeny v myokardu komor.
Nápadně temnější linie, které můžeme v srdeční svalovině pozorovat, se nazývají interkalární disky a představují spojovací komplexy mezi jednotlivými buňkami srdečního svalu. Tzv. adherens junctions se vyskytují především v transverzální části interkalárního disku. Jsou místem připojení aktinových filament terminálních sarkomer kardiomyocytu, zastupují tedy Z-linii. Dalším typem spoje jsou desmosomy, které zajišťují pevné spojení kardiomyocytů a brání odtržení jednotlivých buněk v průběhu kontrakce. Na laterální části interkalárního disku jsou vyvinuty gap junctions, díky nimž mohou buňky komunikovat a koordinovat tak svou kontraktilní činnost.
V okolí centrálně uloženého jádra se nachází nevýrazný Golgiho aparát. Mitochondrie jsou přítomny v hojném počtu (vyplňují až 40 % objemu kardiomyocytů), mají velký počet vnitřních krist, které jsou uspořádané pravidelně těsně vedle sebe. V cytoplazmě kardiomyocytů se dále vyskytují rozličné inkluze, zvláště lipidové kapénky obsahující triglyceridy a lipofuscinová granula. Obvykle se shlukují v okolí jádra a přibývají s věkem jedince.

## Patofyziologie – infarkt myokardu
Při nedostatečném přístupu kyslíku ke kardiomyocytům nastane stav zvaný hypoxie – tzv. infarkt myokardu, který je způsoben uzávěrem některé koronární tepny. V důsledku toho dochází k metabolickým změnám, a to tak závažným, že vedou k apoptóze, popřípadě nekróze. Poškozená tkáň se pak hojí vazivovou jizvou. Pokud se v buňce metabolity jako laktát, serotonin nebo adenozin hromadí, způsobují bolest v dermatomech C7-T4. Na rozdíl od anginy pectoris dochází u infarktu myokardu k nekróze kardiomyocytů, bolest trvá déle než 15 minut a neustupuje v klidu ani po podání nitrátů.
Biochemické vyšetření krve odhalí přítomnost některých proteinů uvolňovaných při nekróze kardiomyocytů. Kardiálně specifický troponin T (cTnT) a I (cTnI) jsou zcela specifické ukazatele nekrózy buněk srdečního svalu, které v plazmě za normálních okolností nelze prokázat, zvýšení hladiny nastává po 3–4 hodinách a přetrvává až dva týdny po prodělaném infarktu myokardu. Kreatinkináza (CK) a její izoenzym CK-MB se v plazmě zvýší po 4–8 hodinách a přetrvává 48–72 hodin. Myoglobin lze prokázat už během prvních hodin, hladina se však rychle snižuje. Přítomen je i při postižení kosterních svalů. Kardiální protein vázající mastné kyseliny (FABH) má kinetiku odpovídající myoglobinu, je však mnohem specifičtější. Při trvale zvýšené zátěži srdeční svaloviny vznikne jako kompenzační mechanismus hypertrofie myokardu. Kardiomyocyty se zvětší až na 25 μm přidáním sarkomer a kontraktilního aparátu (ale nedělí se). Dochází k reexpresi genů pro fetální izoformy kontraktilního aparátu, které ovšem nemají stejnou funkčnost jako izoformy dospělých.
Molekulové změny vedoucí k hypertrofii kardiomyocytů jsou pravděpodobně ze začátku spojené především s drážděním mechanoreceptorů přetrvávajícím stresem nebo účinek na molekuly extracelulární matrix (integriny a adhezní molekuly). Signifikantní význam má ale především intracelulární signalizační kaskáda, prostřednictvím které iniciační události mohou působit na buněčné efektory. V důsledku toho pak dochází k sekreci preformovaných růstových faktorů a cytokinů, působících autokrinně nebo parakrinně na kardiomyocyty. Mezi nejznámější látky způsobující hypertrofii se obecně považuje angiotensin II a endothelin. V patologii kardiomyocytu (resp. srdečních onemocnění) hrají důležitou roli katecholaminy. Změny v systému b-adrenergních receptorů (jako je jejich „down-regulace“), odpojení od G-proteinů, internalizace receptorů a jejich degradace vedou k poruchám kontraktilní funkce. Zvýšení hladin inhibiční podjednotky G-proteinu zeslabuje signál v-receptorů: b-adrenergní receptorová kinasa 1 bývá zvýšena u srdečních onemocnění.

## Obnova kardiomyocytů
Velký převrat v zařazení kardiomyocytů k buňkám, které mají nulovou schopnost dělení a obnovy, byla publikována v dubnu 2009 v časopisu Science. Studii prováděli vědci z Karolinska Institutet ve Švédsku. Obnovu buněk odvodili z jejich stáří které bylo zjišťováno detekcí radioaktivního izotopu uhlíku 14C. Tento izotop byl do kardiomyocytů zabudován kvůli testování nukleárních zbraní v 50. letech 20. století, kdy se ve velkém množství uvolnil do atmosféry. Vědci vycházeli z předpokladu, že při zrodu nové buňky se 14C integroval do genomu v míře úměrné okamžité koncentraci prvku v atmosféře. Z toho je možné odvodit stáří buněk a nepřímo detekovat tvorbu buněk nových. Bylo tedy zjištěno, že za celý život se obnoví téměř polovina všech kardiomyocytů.